# Капитан Волконогов бежал
«Капитан Волконогов бежал» — художественный фильм режиссёров Натальи Меркуловой и Алексея Чупова совместного производства России, Эстонии и Франции. Главные роли в нём сыграли Юра Борисов, Тимофей Трибунцев, Никита Кукушкин, Александр Яценко. Премьера состоялась в сентябре 2021 года на 78-м Венецианском кинофестивале. Фильм был высоко оценён критиками, получил ряд наград, но так и не вышел в российский театральный прокат. Это связывают с цензурными ограничениями.

## Сюжет
Сюрреалистический Ленинград, 1938 год. Главный герой фильма — капитан Фёдор Никодимович Волконогов; он несёт службу в Областном управлении внутренних дел, сотрудники которого носят красные спортивные костюмы и кожанки в качестве формы, живёт в коммунальной квартире, а в свободное от работы время вместе с коллегами участвует в самодеятельности.
Утром одного из рабочих дней направляющийся на службу Волконогов становится свидетелем самоубийства своего непосредственного начальника: майор Гвоздев, находясь под угрозой неминуемого ареста, выбрасывается из окна собственного кабинета. Одновременно под предлогом вызова на переаттестацию начинаются аресты сотрудников отдела, который возглавлял Гвоздев. Волконогов, осознавая характер грядущей опасности, спешно покидает управление, оставляя в неведении ничего не подозревающего своего коллегу и друга Веретенникова.
На должность покончившего с собой майора Гвоздева назначается майор Валерий Головня. Поскольку Волконогова не успели арестовать и перевести в статус обвиняемого, бремя поисков сбежавшего с табельным оружием капитана ложится на майора, а не на сотрудников розыскного отдела. Узнав от соседки Волконогова по коммунальной квартире, что капитан в разговорах по телефону общался с некой Раечкой, Головня подвергает арестованного Веретенникова пытке противогазом, вынуждая назвать адрес девушки его друга, однако тот пускает майора по ложному следу и называет другой адрес.
Волконогов приезжает к Раечке и просит о помощи. Та соглашается и вызывается позвонить своей подруге, которая поможет укрыть Фёдора, но на самом деле звонит чекистам. Капитан понимает, что Раечка обманула его, и сбегает прямо из-под носа майора Головни и его людей, приехавших производить арест. Впрочем, ночью Волконогова всё же настигают чекисты: хотя и не опознав в капитане беглого коллегу, они задерживают его в подворотне и вместе с такими же пойманными на улицах горожанами везут закапывать тела расстрелянных сотрудников управления. На месте захоронения Волконогову является убитый Веретенников, который корит друга за то, что тот бросил его и сбежал в одиночку, и сообщает, что вместе с остальными расстрелянными чекистами попал в ад. Мертвец сообщает Фёдору, что избежать вечных мук в загробном мире он может, но только покаявшись и добившись прощения хотя бы у одного человека.
Вознамерившись избежать участи расстрелянных коллег, Волконогов проникает в управление и забирает спрятанную папку с личными данными подследственных, которых он вместе с майором Гвоздевым пытал, выбивая признательные показания. Гвоздев убеждал подчинённого, что пытки и последующие за ними расстрелы невиновных необходимы и являются «профилактикой»: страна находится в кольце врагов, грядёт большая война, а арестованные граждане являются «ненадёжными элементами» и в условиях военного времени непременно изменят Родине — превратятся в предателей, шпионов, террористов, вредителей. Первой Волконогов посещает дочь расстрелянного по сфабрикованному делу профессора-вирусолога Елизарова. Он сообщает женщине о судьбе её отца, подписавшего признание под воздействием «особых методов» (пыток), и просит прощения, однако она, узнав, что профессор не находится в местах лишения свободы, а казнён, прогоняет капитана.
Далее Фёдор направляется к помешавшейся от горя вдове бухгалтера «Электросетьстроя» Штайнера, объявленного немецким шпионом и расстрелянного, у которой также не может добиться прощения, а затем — к Игнатию Алексеевичу Чинилину, отцу расстрелянного по обвинению в участии в тайной террористической организации студента. Пожилой мужчина поначалу соглашается простить Волконогова, но затем оглушает его ударом телефона по голове, связывает и звонит в компетентные органы; тем не менее, капитану вновь удаётся ускользнуть от прибывших его арестовывать чекистов. Добравшись до ближайшей телефонной будки, Волконогов звонит на место работы Ченилина, где в это время находится Головня, и объясняет, что все, что он делает, делается ради того, чтобы попасть в рай.
Пытается добиться прощения Волконогов ещё у двоих людей — рабочего Лепендина, жена которого была арестована за антисоветский анекдот, подвергнута пыткам и расстреляна, и у дочери так же оговорившего себя под пытками и казнённого участника гражданской войны в Испании, но и здесь терпит неудачу: Лепендин совершает самоубийство, а ребёнок «врага народа» пытается поджечь папку с личными делами и говорит, что Волконогова всё равно никто не простит. Тем временем у Головни остаются сутки на поиски беглого капитана: в случае неудачи он сам будет расстрелян. Майор принимает решение действовать на опережение и превентивно арестовывает всех родственников «врагов народа» из похищенной Волконоговым папки, к которым сбежавший капитан может обратиться с просьбой о прощении. Придя по адресу проживания следующего родственника из своей папки, Фёдор видит опечатанную дверь, после чего из таксофона звонит в штаб, где разговаривает с Головней, который после разговора говорит в адрес Феди — «Хер тебе, а не рай».
В отчаянии Волконогов приходит во двор первого попавшегося многоквартирного дома и умоляет кого-либо из жителей, чьи родственники были объявлены «врагами народа», простить его, но никто не отзывается. Помочь капитану вызывается лишь один человек, рассказывающий Фёдору, что на чердаке дома прячется Нина Ивановна — подвергшаяся травле соседей женщина, у которой была арестована дочь. Волконогов находит пожилую женщину неподвижно лежащей в груде мусора; он кормит её и омывает её тело, после чего Нина Ивановна жестом руки прощает его. Капитану вновь является Веретенников и сообщает, что тот избежал вечных мук, после чего на чердак врывается майор Головня с подчинёнными. Волконогов пытается скрыться, но безуспешно — его ранят и загоняют на край крыши. Оказавшись в безвыходном положении, капитан сообщает Головне, что попадёт в рай, но ему туда нельзя, после чего прыгает с крыши и разбивается насмерть.
Фильм завершается сценой, в которой из здания управления выводят всех арестованных Головней родственников «врагов народа».

## В ролях
- Юра Борисов — капитан Волконогов
- Тимофей Трибунцев — майор Головня
- Александр Яценко — майор Гвоздев
- Никита Кукушкин — «Малёк» Веретенников
- Виктория Толстоганова — вдова Штайнер
- Наталья Кудряшова — Елизарова
- Владимир Епифанцев — полковник Жихарев
- Анастасия Уколова — Раечка
- Дмитрий Поднозов — профессор Елизаров
- Юрий Кузнецов — Игнатий Алексеевич
- Игорь Савочкин — дядя Миша
- Максим Стоянов — рабочий Лепендин
- Полина Виторган — Лепендина
- Виталия Корниенко — девочка
- Александр Шейн — сосед Нины
- Наталья Волкова — Нина
- Наталья Иохвидова — Лаура Петровна
- Николай Шрайбер — Воздвиженский
- Михаил Хуранов — похоронщик
- Аскар Нигамедзянов — сержант Зверев
- Зоя Кайдановская — библиотекарша

## Создание и релиз
Фильм сняли режиссёры Наталья Меркулова и Алексей Чупов. Он получил поддержку Министерства культуры РФ, фонда развития современного кинематографа «Кинопрайм», Европейского фонда поддержки совместного кинопроизводства и проката кинематографических и аудиовизуальных работ «Eurimages», министерства культуры Эстонии и эстонского Фонда кино. Производством занимались кинокомпании «Место силы» и LOOKFILM (Россия), Homeless Bob Production (Эстония), Kinovista (Франция). Продюсерами стали Валерий Федорович, Евгений Никишов, Александр Плотников, сопродюсерами — Катрин Кисса, Шарль-Эврар Чехов и Надежда Зайончковская. Главные роли сыграли Юра Борисов, Тимофей Трибунцев, Никита Кукушкин, Александр Яценко.
Первый показ фильма состоялся в сентябре 2021 года на 78-м Венецианском кинофестивале. Картина претендовала на главный приз, Золотого льва, но осталась без наград. Её показывали ещё на нескольких фестивалях: она получила приз зрительских симпатий 32-го открытого фестиваля «Кинотавр» (2021), награду в номинации «Лучший художественный фильм» XXX Международного кинофестиваля в Филадельфии. Фильм был удостоен премии «Золотой единорог» за 2021 год в номинациях «Лучший фильм», «Лучший сценарий» и «Лучший актёр» (Юрий Борисов), награды Российской гильдии киноведов и кинокритиков «Белый слон» в номинациях «Лучший фильм», «Лучшая главная мужская роль» (Юрий Борисов) и «Лучшая женская роль второго плана» (Наталья Кудряшова). В июле 2022 года «Капитана Волконогова» показали на фестивале «Золотой абрикос» в Ереване.
Театральный прокат фильма в России должен был начаться 7 апреля 2022 года, но его перенесли на осень 2022 года, а в итоге релиз в российских кинотеатрах так и не состоялся. Это связывают с цензурными ограничениями. 26 августа 2023 года картину должны были показать в рамках всероссийской акции «Ночь кино» в Музее истории ГУЛАГа, но и этот показ отменили без объявления причин (по одной из версий, это было сделано по требованию московских властей).

## Оценки
В начале 2023 года пиратская версия «Капитана Волконогова» появилась в интернете, и фильм стал объектом массового интереса. Мнения разделились: одни зрители высоко оценивали ленту как необходимый обществу рассказ о сталинских репрессиях, другие видели в ней только абсурдизацию и искажение реальных исторических событий.
Рецензент журнала «Искусство кино» Зинаида Пронченко охарактеризовала «Капитана Волконогова» как «банальную историю, пестрящую кровавыми клише и нутряными штампами», которая в силу её актуальности для России 2020-х годов «набирает архетипическую высоту». По ее словам, «100 миллионов, так и не знающих про доносы и допросы, нуждаются отчаянно в наглядном разъяснении, в плакатном утверждении: Сталин — тиран, а не отец народов, органы — зло, а не Россию берегут». В фильме Меркуловой и Чупова они это разъяснение получают, при этом эффект усиливается из-за того, что действие происходит в «Петербурге Беглова», а герои одеты по моде 90-х.
Обозреватель журнала «Сеанс» Василий Степанов увидел в «Капитане Волконогове» отсылки к «Чекисту» и «Утомлённым солнцем», к фильмам Алексея Германа-старшего, но при этом счёл, что картина недостаточно оригинальна, а за яркой эстетикой не стоят этические решения. Схожего мнения придерживается Ярослав Забалуев («Лента.ру»). Для него фильм — «ослепительный и оглушительный шарж на большой сталинский стиль», в котором эффектные визуальные решения в сочетании с «потусторонней, почти сказочной интригой» не дают зрителю увидеть сюжетные проблемы (дефицит знаний о главном герое и других чекистах, неудовлетворительную драматургию).
Для обозревателя журнала «Правила жизни» Егора Беликова «Капитан Волконогов» — «предположительно, лучший российский фильм года», «настолько мощный, что вопросами этики просто не успеваешь задаться». По словам критика, «при помощи гипербол и иносказаний режиссеры показывают, как глубоко страна в те годы ушла в сюрреализм, насколько та жизнь не была похожа на нормальную». Светлана Новикова из «Сеанса» пишет об эффекте от фильма, подобном «удару палкой по голове». По её словам, картина — «крепкий, как шпагат героя Юры Борисова, боевик» с «уникальной визуальной атмосферой» и сказочным сюжетом. «В волнах тестостерона рождаются щемяще нежные сцены», «доводятся до абсурда клише, характерные для кино о репрессиях». Вопрос об ответственности за сталинский террор ставится не в юридической плоскости, а как «покаяние», которое после перестройки и распада СССР так и не произошло.
На сайте-агрегаторе рецензий Rotten Tomatoes картина получила рейтинг 100 % со средней оценкой 8,2 из 10. На сайте Metacritic её оценили на 82 балла из 100, что указывает на «всеобщее признание». Рецензент The Guardian Ксан Брукс написал, что «Чупов и Меркулова обращаются с материалом почти игриво, изображая сталинскую Россию в духе кошмарной, невозмутимой комедии».